# دوبروفکا (سرزمین آلتای)
دوبروفکا (به لاتین: Dobrovka) یک منطقهٔ مسکونی در روسیه است که در سرزمین آلتای واقع شده‌است.